# Ihor Woźniak
Ihor Woźniak (ukr. Ігор Михайлович  Возьняк, CSsR ur. 3 sierpnia 1952 w Lipicach) – arcybiskup lwowski Ukraińskiego Kościoła greckokatolickiego od 2005. Od 10 lutego do 27 marca 2011 był administratorem Ukraińskiego Kościoła Greckokatolickiego po rezygnacji kardynała Lubomyra Huzara.
Urodzony we wsi Lipice (Łypyci) nad Dniestrem, w rejonie mikołajowskim obwodu lwowskiego. Pochodził z nauczycielskiej rodziny. Po ukończeniu szkoły średniej zdobył wykształcenie techniczne i pracował w fabryce. W latach 1970–1972 odbywał służbę wojskową na terenie Kazachstanu.
W 1973 wstąpił do zakonu redemptorystów we Lwowie, których gałąź sprowadzona w 1911 przez metropolitę Szeptyckiego z Belgii przyjęła obrządek bizantyński. W 1977 przeniesiony do Winnicy, gdzie w 1980 potajemnie otrzymał święcenia kapłańskie. Pracował przy Kościele rzymskokatolickim, co dawało mu możliwość niesienia kapłańskiej posługi wiernym zdelegalizowanej Cerkwi unickiej. Od 1989 prowadził działalność duszpasterską przy kościele katedralnym w Tarnopolu.
W latach 1990–1996 był protoihumenem (prowincjałem) redemptorystów. 5 lipca 2001 synod biskupów UKGK obrał go biskupem pomocniczym arcybiskupstwa większego lwowskiego, a 17 lutego 2002 otrzymał sakrę biskupią.
Po przeniesieniu siedziby zwierzchnika UKGK ze Lwowa do Kijowa 29 sierpnia 2005 arcybiskup większy Lubomir kardynał Huzar mianował biskupa administratorem arcybiskupstwa lwowskiego, które tym samym utraciło rangę arcybiskupstwa większego, przynależnego siedzibom niektórych zwierzchników katolickich Kościołów wschodnich. 10 listopada 2005 podczas uroczystości w lwowskim soborze (katedrze) św. Jura władyka otrzymał tytuł arcybiskupa lwowskiego.
13 października 2007 r. uczestniczył w odsłonięciu pomnika Stepana Bandery we Lwowie.